# Miroslav Fára
Miroslav Fára (29. července 1923 Pelhřimov – 4. ledna 2013 Pelhřimov) byl český plastický chirurg, který se věnoval zejména problematice rozštěpových vad obličeje, navázal na průkopnickou aktivitu profesora Františka Buriana. V letech 1975–1992 působil jako přednosta Kliniky plastické chirurgie 3. LF Univerzity Karlovy v Praze a Fakultní nemocnice Královské Vinohrady.

## Vzdělání a profesní dráha
Středoškolské vzdělání získal v Pelhřimově a maturoval v roce 1941. Promoval na lékařské fakultě Univerzity Karlovy v roce 1949 v Praze. Od roku 1955 pracoval v Jindřichově Hradci v nemocnici na interním oddělení, chirurgii a gynekologii. V roce 1955 byl přijat na FN KV, kliniku plastické chirurgie v Praze jako sekundární lékař, kde pracoval po dobu 10 let pod vedením profesora Františka Buriana a později pod vedením jeho následovníků prof. Karfíka a prof. Peškové. V roce 1964 byl jmenován odborným asistentem a v roce 1965 získal titul kandidáta věd CSc., v roce 1966 byl jmenován docentem, v roce 1970 získal titul doktora věd DrSc. a v roce 1976 byl ustanoven profesorem plastické chirurgie.
Své profesionální zkušenosti prohloubil na dlouhodobých studijních pobytech ve Švédsku a USA. Navštívil řadu zahraničních pracovišť ve Spojených státech, Kanadě, Japonsku, Austrálii, Singapuru, Thajsku, Brazílii, Mexiku, Peru a Indii, kde přednášel.
V roce 1975 se stal přednostou kliniky plastické chirurgie FNKV v Praze a vedl jí až do roku 1992. V tomto období na klinice působili Jaroslava Hrivnáková, Miroslav Tvrdek a Jan Měšťák. V té době rovněž vedl II. oddělení Institutu experimentální medicíny Československé akademie věd, které se zabývalo problematikou vrozených vad a to zejména obličejových rozštěpů a popálenin.

## Členství ve vědeckých společnostech
- Česká lékařská společnost plastické chirurgie – čestný člen, (1971–1986 vědecký sekretář, 1986–1990 předseda)
- Acta Chirurgiae Plasticae – předseda redakční rady 1980–1990
- Česká lékařská akademie
- Československá akademie věd – člen a korespondent
- International Confederation for Plastic, Reconstructive and Aesthetic Surgery, 1975–1983 člen výkonného výboru jako jediný reprezentant z východní Evropy
- pozvání na kongres American Society of Plastic and reconstructive Surgeons v roce 1992, kde přednesl výroční Maliniac Lecture

## Významná ocenění
- 1992 Maligniac Reward USA
- 1998 medaile J. E. Purkyně

## Nejvýznamnější publikace
Publikoval přes 200 vědeckých článků z různých problematik plastické chirurgie a byl spoluautorem 11 monografií. Účastnil řady kongresů a sympozií, kde přednesl téměř 300 přednášek. Stal se autorem anatomických studií zabývajících se problematikou vrozených vad, zejména obličejových rozštěpů. Je rovněž prvním autorem, který popsal nový syndrom dysmorphia otofaciocervicalis.
- Posteoperative follow up of restitution procedures in the orbicularis oris muscle after operation for complete bilateral cleft of the lip. (Plast.Rec.Surgery, USA, 1967)
- Dysmorphia oto facion cervicalis familiaris (New syndrom). (Acta Chirurgiae Plasticae, 1967)
- Congenital defect in the hard palate. (Plast.Rec.Surg., USA, 1971)
- Multidisciplinary management of cleft lip and palate. (Saunders 1990)